# Tosh Van der Sande
Tosh Van der Sande (ur. 28 listopada 1990 w Wijnegem) – belgijski kolarz szosowy, zawodnik profesjonalnej grupy kolarskiej Team Jumbo-Visma.

## Najważniejsze osiągnięcia

### kolarstwo torowe
2006
- Mistrzostwa Belgii Debiutantów 
  -  1. miejsce (Wyścig punktowy)
  -  1. miejsce (Scratch)
  - 2. miejsce (Sprint)
- Mistrzostwa Belgii Juniorów
  - 2. miejsce (Madison)
  - 2. miejsce (Drużynowy wyścig na dochodzenie)

2007
- Mistrzostwa Belgii Juniorów
  -  1. miejsce (Wyścig punktowy)
  -  1. miejsce (Scratch)
  - 2. miejsce (Madison)
  - 2. miejsce (Sprint drużynowy)
- 3. miejsce w UIV Cup, Gandawa

2008
- Mistrzostwa Świata Juniorów
  -  1. miejsce (Wyścig punktowy)
  - 2. miejsce (Madison)
- Mistrzostwa Belgii Juniorów
  -  1. miejsce (Wyścig punktowy)
  -  1. miejsce (Scratch)
  -  1. miejsce (Madison)
  -  1. miejsce (Drużynowy wyścig na dochodzenie)
- 1. miejsce w UIV Cup, Gandawa
- 2. miejsce w UIV Cup, Monachium

### kolarstwo szosowe
2007
- 3. miejsce w Aalst–St. Truiden

2008
- 1. miejsce na 4. etapie Trofeo Karlsberg
- 1. miejsce na 2. etapie Münsterland Tour
- 1. miejsce na 2. etapie Ronde van Antwerpen
- 2. miejsce w Giro della Toscana
  - 1. miejsce na 1. i 3. etapie
- 2. miejsce w Aalst–St. Truiden

2009
- 1. miejsce na 4. etapie Tour de la Province de Namur

2010
- 10. miejsce w Liège–Bastogne–Liège U-23

2011
- 1. miejsce w Liège–Bastogne–Liège U-23
- 1. miejsce na 1. etapie Vuelta a Navarra
- 2. miejsce w Begijnendijk
- 3. miejsce w Tour de Liège
  - 1. miejsce na 5. etapie
- 3. miejsce w La Côte Picarde
- 4. miejsce w Le Triptyque des Monts et Châteaux
  - 1. miejsce na 1. i 3. etapie
- 6. miejsce w Flèche Ardennaise
- 8. miejsce w Tour de Normandie

2012
- Zwycięzca klasyfikacji górskiej Driedaagse van De Panne-Koksijde
- 3. miejsce w Borsbeek Individueel
- 7. miejsce w Gullegem Koerse

2013
- 9. miejsce w GP Impanis-Van Petegem

2014
- 2. miejsce w GP Impanis-Van Petegem

2021
- 3. miejsce w Brussels Cycling Classic
- 3. miejsce w Grand Prix de Wallonie
- 2. miejsce w Primus Classic